# Echtes Salomonssiegel
Das Echte Salomonssiegel (Polygonatum odoratum, Synonym: Polygonatum officinale), auch Wohlriechende Weißwurz oder Duftende Weißwurz, ist eine Pflanzenart aus der Gattung der Weißwurzen (Polygonatum) innerhalb der Familie der Spargelgewächse (Asparagaceae).
Die Art ist nicht mit dem Vietnamesischen Koriander Persicaria odorata (Syn.: Polygonum odoratum) aus der Familie der Knöterichgewächse (Polygonaceae) zu verwechseln.

## Beschreibung

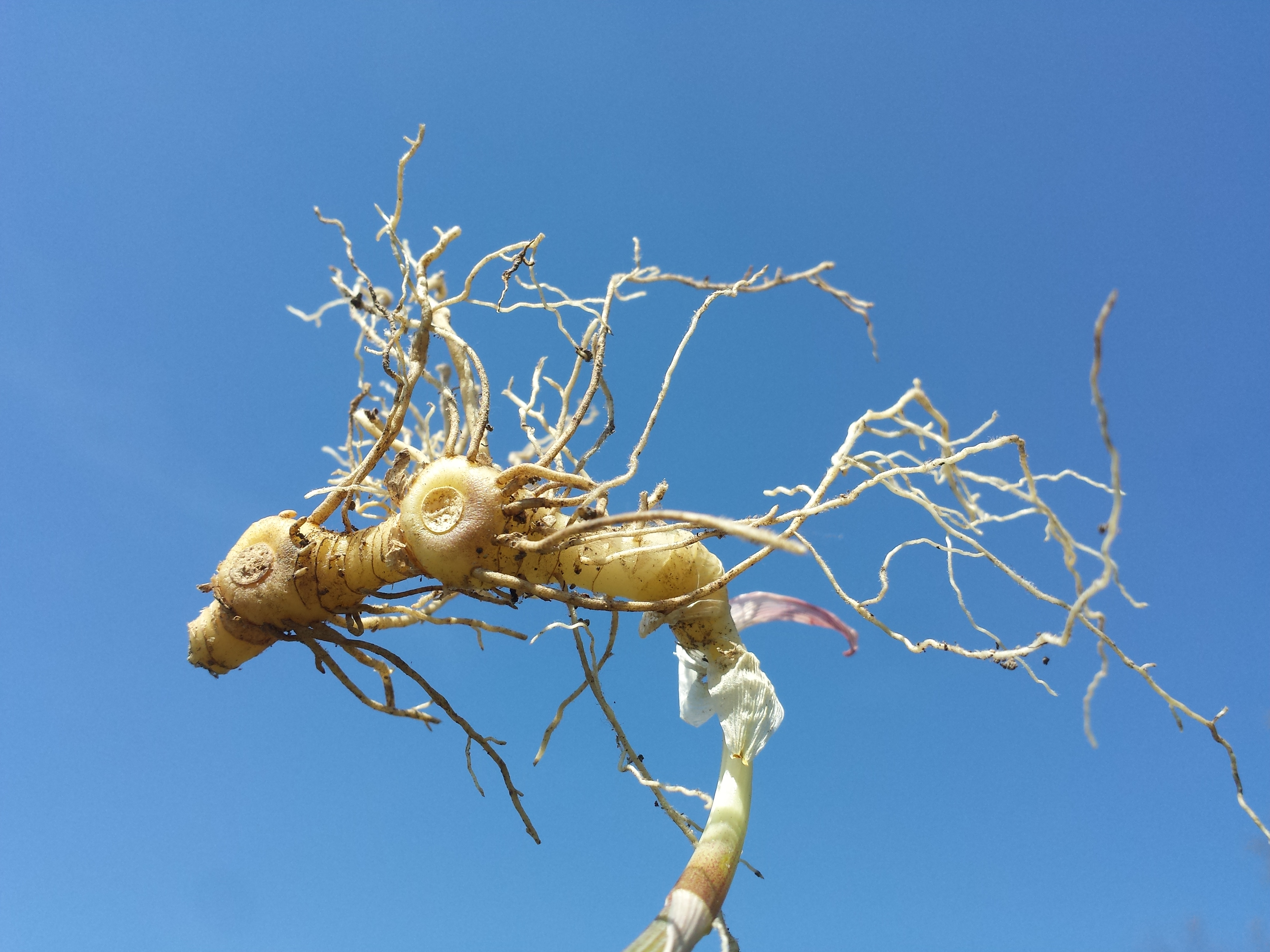
Rhizom mit den 'Siegeln'

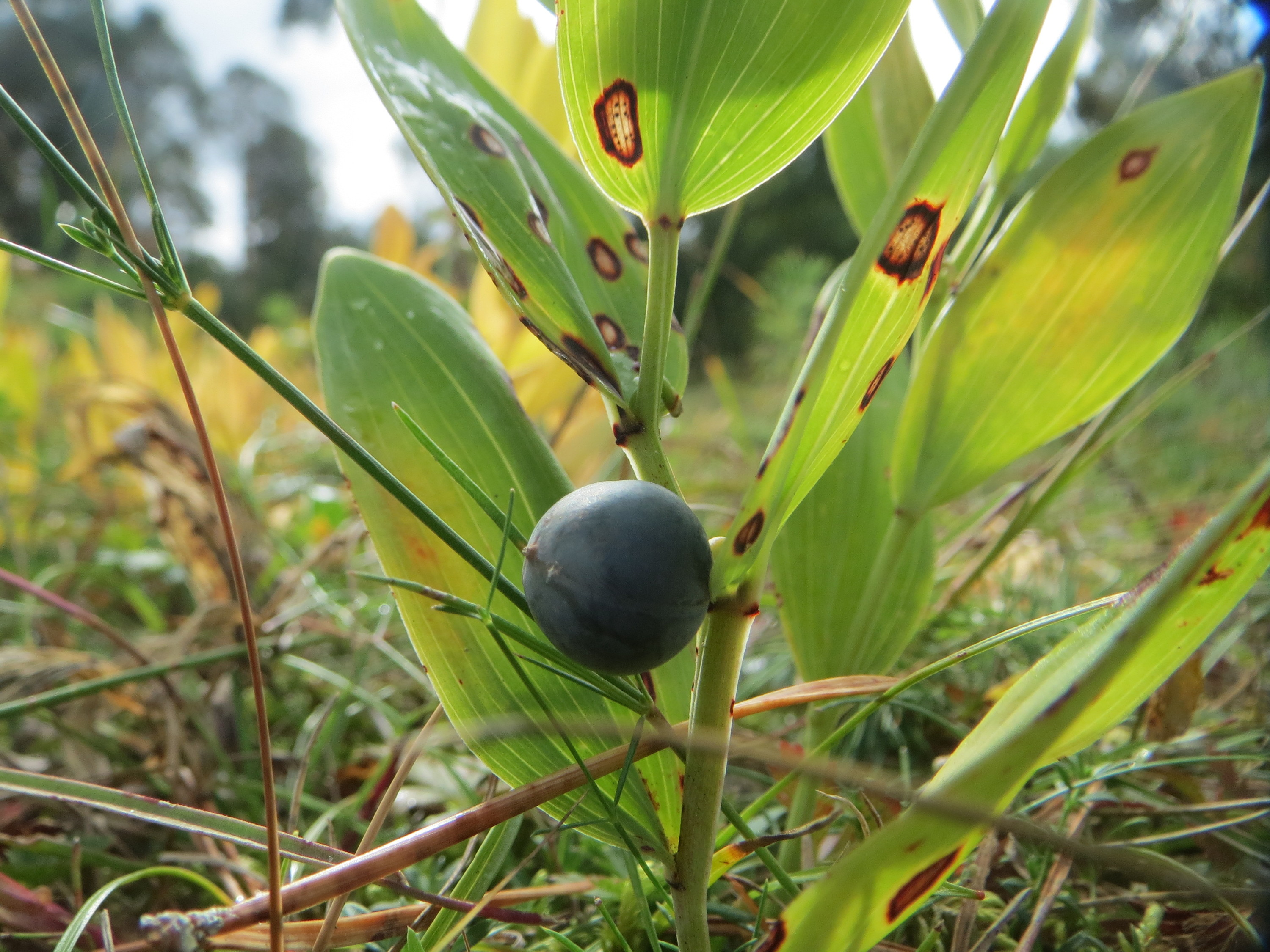
Frucht

### Vegetative Merkmale
Beim Echten Salomonssiegel handelt es sich um eine ausdauernde, krautige Pflanze, die Wuchshöhen von 15 bis 50, selten bis zu 100 Zentimetern erreicht. Als Überdauerungsorgan wird ein Rhizom mit einem Durchmesser von 5 bis 14 Millimetern gebildet. Am Rhizom hinterlässt der absterbende Stängel den siegelartigen Abdruck, der zum Trivialnamen führte. Ihr aufrechter, glatter Stängel wächst übergebogen und ist – im Gegensatz zur Vielblütigen Weißwurz – scharfkantig.
Die sieben bis zwölf wechselständig und zweizeilig am Stängel angeordneten Laubblätter sind ungestielt. Die einfache, ganzrandige Blattspreite ist parallelnervig, 5 bis 12, selten bis 20 Zentimeter lang und 3 bis 6, selten bis 8 Zentimeter breit. Nebenblätter fehlen.

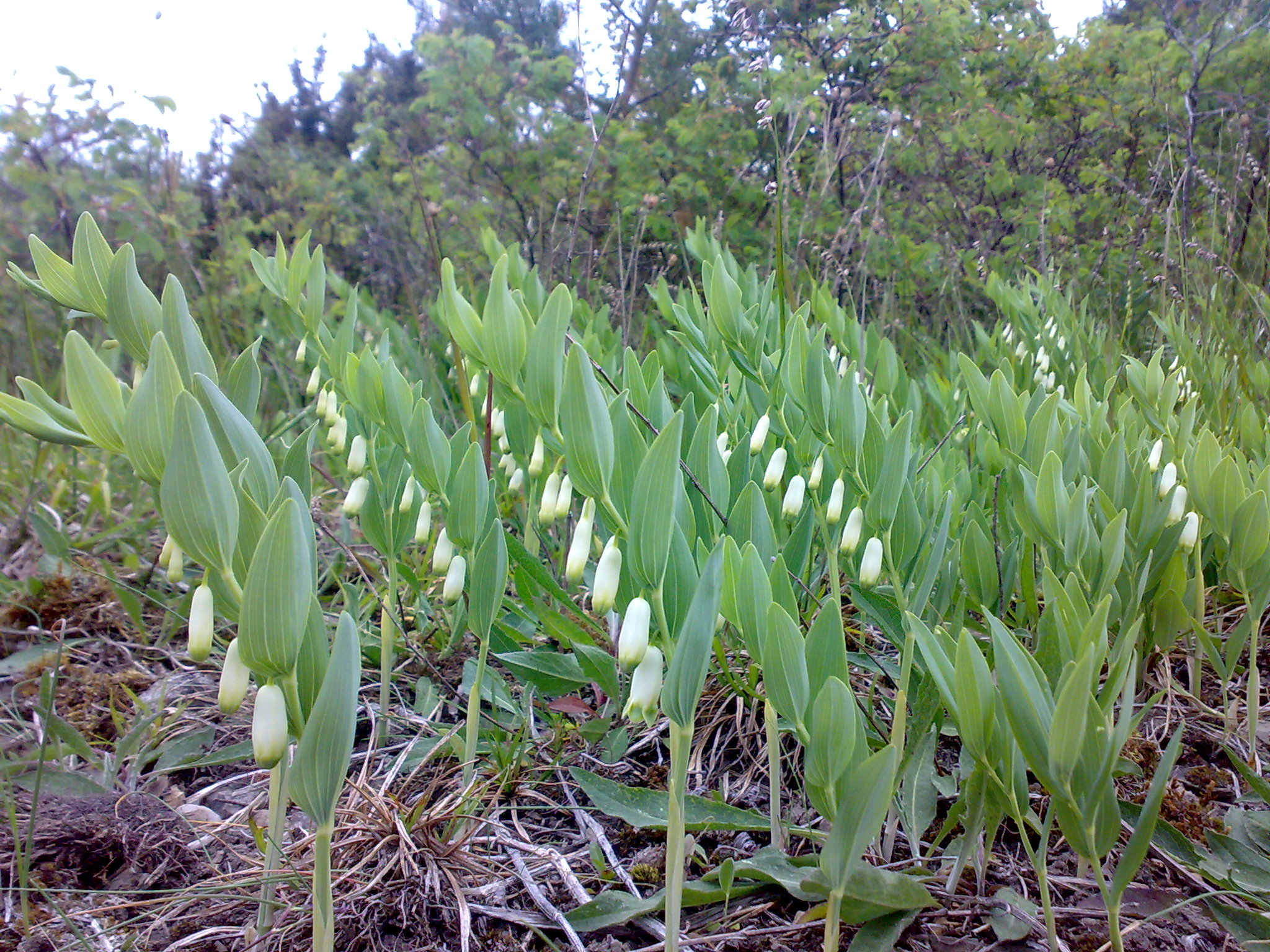
Habitus, Laubblätter und Blüten

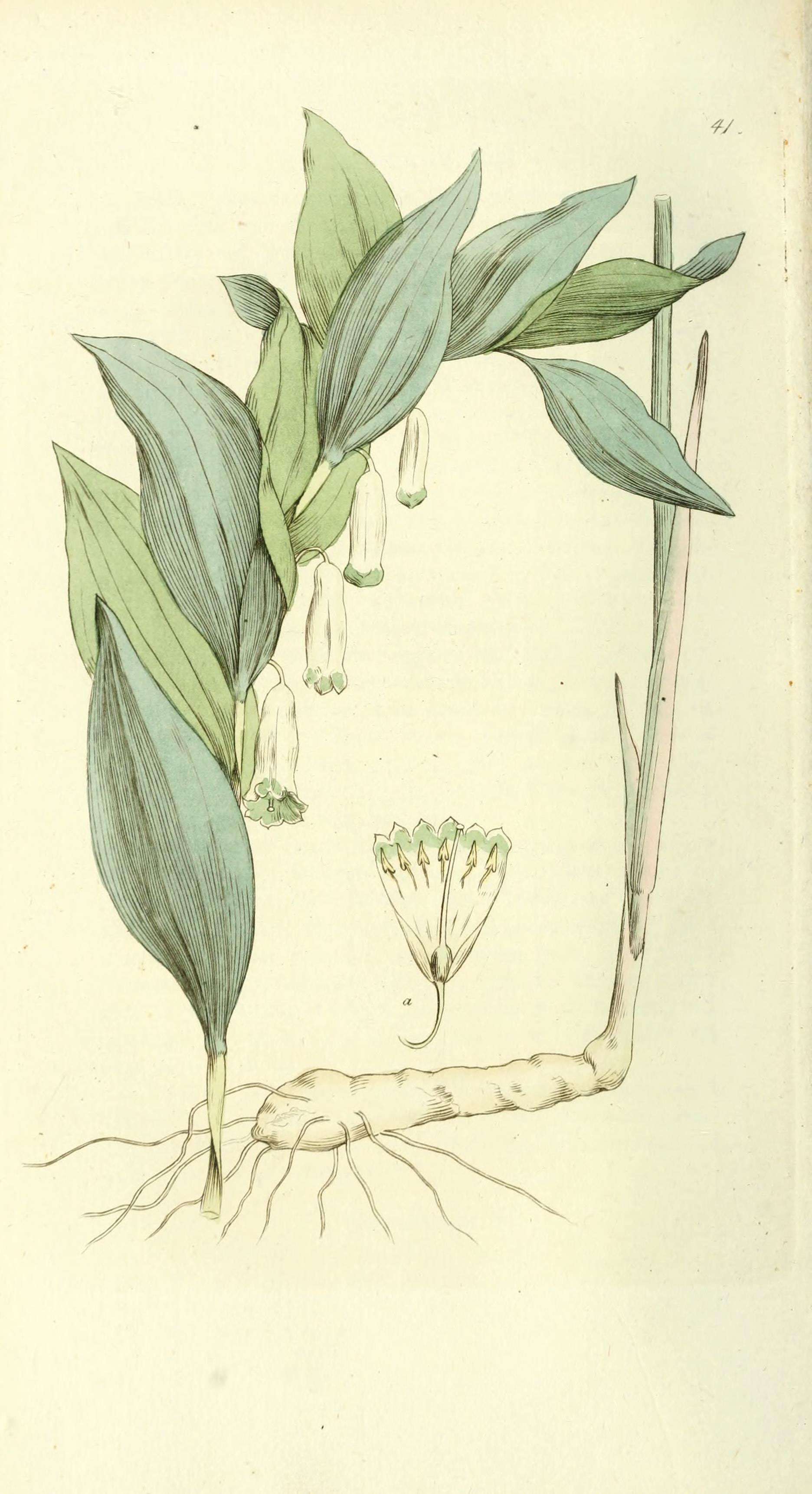
Illustration aus Svensk botanik, Tafel 41

### Generative Merkmale
Die Blütezeit reicht von Mai bis Juni. Die Blüten befinden sich einzeln oder zu zweit hängend in den Blattachseln. Die 5 bis 10 (selten bis 20) mm langen Blütenstiele sind nicht „geknickt“.
Die leicht duftenden, zwittrigen Blüten sind radiärsymmetrisch und dreizählig. Die sechs 11 bis 20, selten bis zu 25 Millimeter langen Blütenhüllblätter sind röhrenförmig, zylindrisch bis glockenförmig-zylindrisch verwachsenen und sie sind weiß mit grünem oberen Ende. Bei den sechs Staubblättern sind die Staubfäden meist kahl und die Staubbeutel sind etwa 4 Millimeter lang. Die drei Fruchtblätter sind zu einem oberständigen, 3 bis 4 Millimeter langen Fruchtknoten verwachsen. Der Griffel ist 10 bis 14 Millimeter lang.
Die blauschwarzen, „bereiften“ Beeren weisen einen Durchmesser von 7 bis 10, selten bis zu 12 Millimetern auf und enthalten je sieben bis neun Samen.
Die Chromosomenzahl beträgt 2n = 20, 26, 28 oder 30.

## Vorkommen
Das Echte Salomonssiegel hat ein weites natürliches Verbreitungsgebiet in Eurasien: China, Japan, Korea, Mongolei, Russland und Europa.
Es wächst in Staudensäumen sowie in lichten Eichenmisch- und Kiefernwäldern sowie Gebüschen trockenwarmer Standorte. Es gilt unter anderem als eine Kennart des Verbandes der wärmebedürftigen Blutstorchschnabel-Säume (Geranion sanguinei R. Tx. in Th. Müller 1961). In den Allgäuer Alpen steigt es im Tiroler Teil bei der Jöchelspitze bis in Höhenlagen von 1850 Metern auf.
Die ökologischen Zeigerwerte nach Landolt et al. 2010 sind in der Schweiz: Feuchtezahl F = 2w (mäßig trocken aber mäßig wechselnd), Lichtzahl L = 3 (halbschattig), Reaktionszahl R = 4 (neutral bis basisch), Temperaturzahl T = 3 (montan), Nährstoffzahl N = 3 (mäßig nährstoffarm bis mäßig nährstoffreich), Kontinentalitätszahl K = 4 (subkontinental).

## Taxonomie
Die Erstveröffentlichung erfolgte 1768 unter dem Namen (Basionym) Convallaria odorata durch Philip Miller in Gard. Dict. 8. Auflage, S. 4. Die Neukombination zu Polygonatum odoratum (Mill.) Druce wurde 1906 durch George Claridge Druce in Ann. Scott. Nat. Hist. S. 226 veröffentlicht. Ein weiteres Synonym für Polygonatum odoratum (Mill.) Druce ist Polygonatum sigillum Druce nom. superfl.

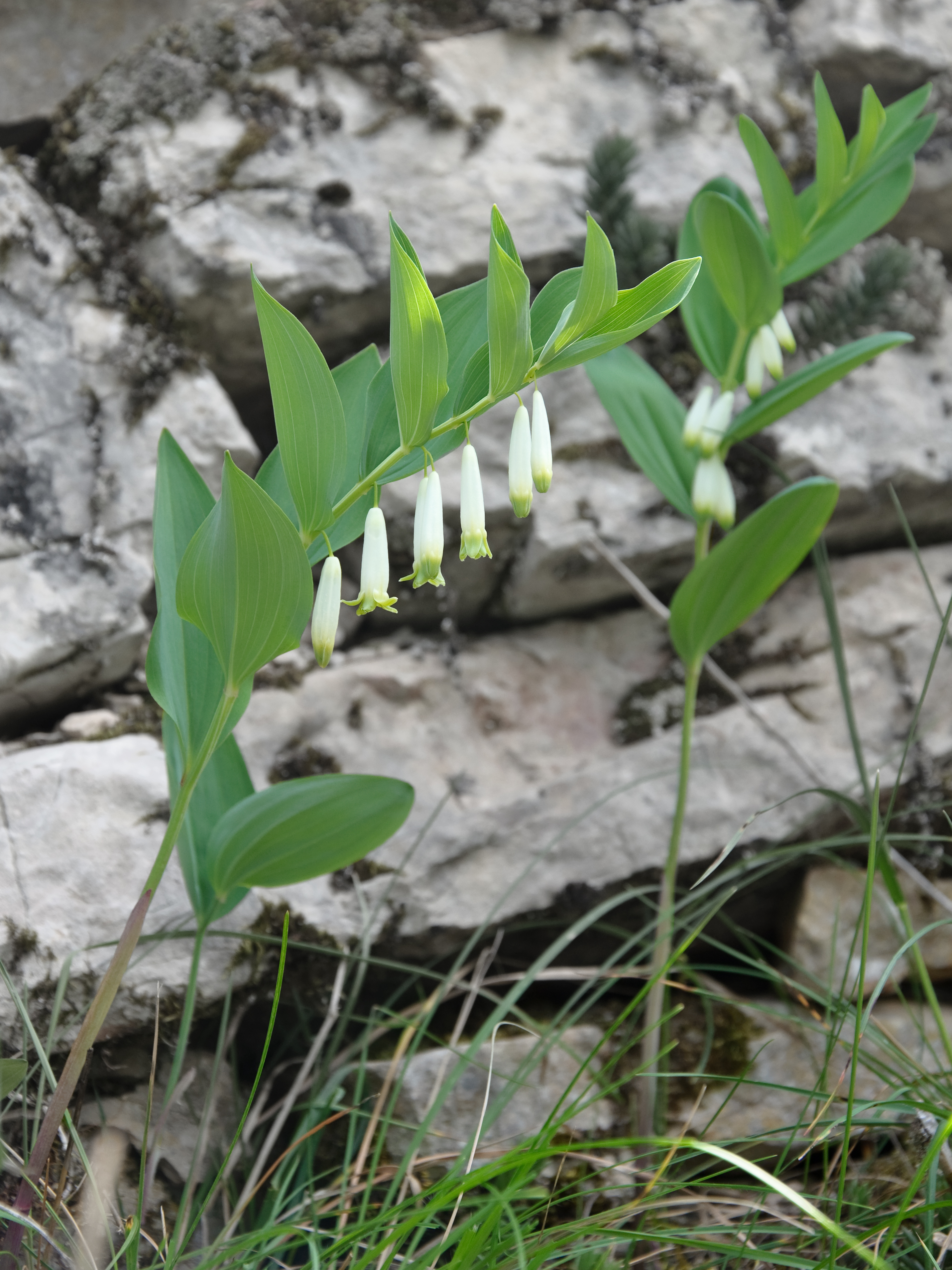
Habitus, Laubblätter und Blüten

## Giftigkeit
Alle Pflanzenteile, vor allem die Beeren, enthalten die Giftstoffe Homoserinlacton, Chelidonsäure (Schöllsäure, Jervasäure), Saponine, sowie weitere, teilweise noch unbekannte Stoffe. Herzaktive Glykoside kommen nach neueren Untersuchungen nicht vor.
Symptome einer Vergiftung sind Übelkeit, Erbrechen und Diarrhöe. Die russische Volksmedizin verwendet die zerstampfte unterirdischen Pflanzenteile als Brechmittel. Der hohe Saponingehalt der Samen kann möglicherweise die Ursache von Vergiftungen sein. Im Allgemeinen kommt es nur zu leichteren Vergiftungen.

## Verwendung
Die jungen Sprossen sind gekocht oder roh essbar. Die Wurzeln sind gekocht oder getrocknet essbar, roh sollten sie nur gut vorgewässert konsumiert werden. Ähnlich verwendet wird Polygonatum verticillatum oder Polygonatum orientale.

## Trivialnamen
Für das Echte Salomonsiegel (lateinisch Sigillum Salomonis) bestehen bzw. bestanden auch die weiteren deutschsprachigen Trivialnamen: Dittiwurz (Aargau), Enbern (mittelhochdeutsch), Eynbern (mittelhochdeutsch), Erger-Stechkraut (Waadt), Unser Frouwen Krut (mittelniederdeutsch), Gedenkwurz, Gliddwurzel (Siebenbürgen), Jageteufel (Schlesien), Magerate (althochdeutsch), Mageraten (althochdeutsch), Magerato (althochdeutsch), Mariensiegel, Salomonssiegel (Mecklenburg), Schminkwurz (Schlesien), Stern des Herrn, Triangel, Weißwurz, Weißwurzel (Siebenbürgen), Wiswort, Witwort, Wyswort und Wytwort.

## Sonstiges
Man beachte die Ähnlichkeit und Verwechslungsmöglichkeit mit der vielerorts wesentlich häufigeren verwandten Art Vielblütige Weißwurz (Polygonatum multiflorum; dort auch Ausführungen zur Mythologie).